# Ракиш
Ракиш (рум. Racâș) — село у повіті Селаж в Румунії. Входить до складу комуни Хіда.
Село розташоване на відстані 367 км на північний захід від Бухареста, 20 км на південний схід від Залеу, 43 км на північний захід від Клуж-Напоки.

## Населення
За даними перепису населення 2002 року у селі проживали 563 особи. Рідною мовою 562 особи (99,8%) назвали румунську.
Національний склад населення села:
| Національність | Кількість осіб | Відсоток |
| -------------- | -------------- | -------- |
| румуни         | 532            | 94,5%    |
| цигани         | 31             | 5,5%     |